# Tereza Kerndlová

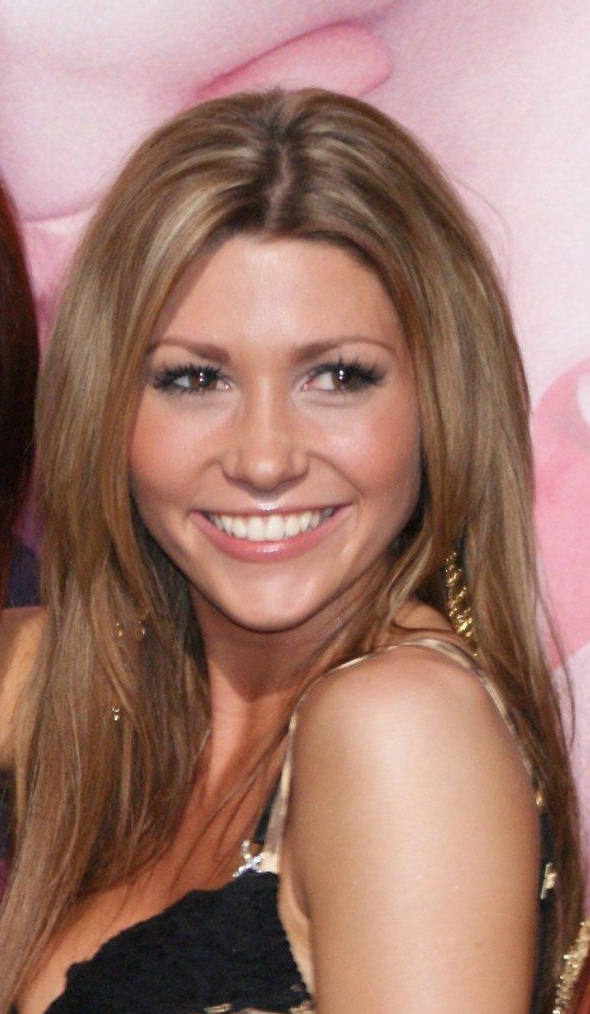
Tereza Kerndlová (2008)

Tereza Kerndlová (* 6. Oktober 1986 in Brno, Tschechoslowakei) ist eine tschechische Sängerin, deren Musikstile die populäre Musik und Rhythm and Blues sind.

## Karriere
Mit ihren Eltern begann sie im Alter von zweieinhalb Jahren auf Kreuzfahrtschiffen durch Europa zu reisen. Ihr Vater ist der Jazz- und Swing-Interpret Laďa Kerndl, der auf Kreuzfahrtschiffen dauerhafte Engagements hatte. Deswegen wurde sie zunächst in Montenegro eingeschult.
Sie lernte mehrere Jahre Flöte und Klavier spielen. Schon mit acht Jahren trat sie gelegentlich mit ihrem Vater auf, mit dem sie auch auf dessen 8. Studioalbum mehrere Duette singt. Kerndlová war fünf Jahre im Chor von Iva Bittová.
Tereza begann 2001 ihre professionelle Musikkarriere im Alter von 15 Jahren. Gemeinsam mit Tereza Černochová und Helena Zeťová bildeten sie das Mädchentrio Black Milk. Das Debütalbum Modrej dým gewann 2002 in der Kategorie Entdeckung des Jahres den Český slavík. Das Nachfolgealbum Sedmkrát erschien 2003. Im Frühjahr 2005 löste sich Black Milk auf und Tereza Kerndlová nahm ihr Soloalbum Orchidej auf, das am 27. März 2006 erschien. Ihr zweites Soloalbum mit dem Titel Have Some Fun erschien am 5. November 2007. Die erste Singleauskoppelung daraus war eine Coverversion des Titels „Careless Whisper“.

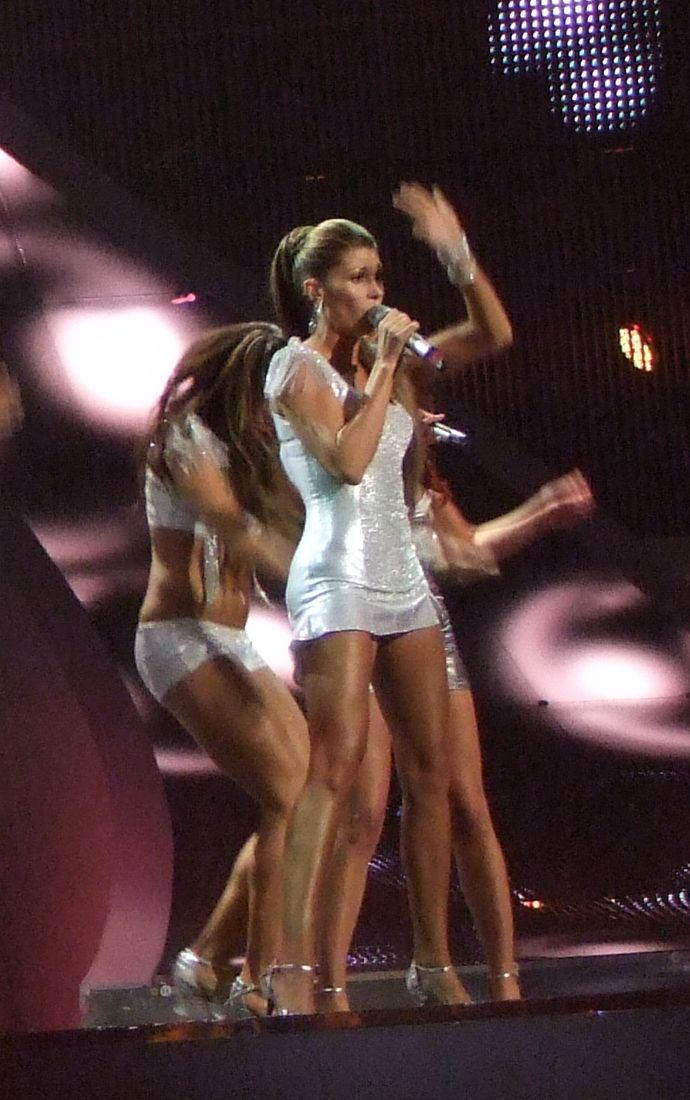
Tereza Kerndlová im Halbfinale des Eurovision Song Contest 2008

Am 26. Januar 2008 gewann sie die vom Tschechischen Fernsehen live ausgestrahlte Vorentscheidung Eurosong und vertrat Tschechien mit dem Titelsong ihres Albums, Have Some Fun, beim Eurovision Song Contest 2008 in Belgrad, schied aber im zweiten Halbfinale des Wettbewerbs am 22. Mai 2008 aus.
Weniger bekannt ist, dass Kerndlová sechsfache tschechische Meisterin im Steptanzen war und mit einem 4. und 6. Platz bei den Weltmeisterschaften und als Europameisterin in dieser Disziplin auch im internationalen Vergleich Erfolge erzielte. Außerdem blickt Kerndlová auf eine umfassende Karriere als Synchronsprecherin zurück. Im Laufe der Jahre hat sie in mehr als zweihundert Serien und Filmen ihre Stimme verliehen.

## Diskografie

### Alben
| Jahr | Titel              | Höchstplatzierung, Gesamtwochen, AuszeichnungChartsChartplatzierungen (Jahr, Titel, Platzierungen, Wochen, Auszeichnungen, Anmerkungen) | Anmerkungen                            |
| Jahr | Titel              | CZ | Anmerkungen                            |
| ---- | ------------------ | --- | -------------------------------------- |
| 2006 | Orchidej           | CZ24 (13 Wo.)CZ | Erstveröffentlichung: 27. März 2006    |
| 2008 | Retro              | CZ7 (7 Wo.)CZ | Erstveröffentlichung: November 2008    |
| 2011 | Schody z nebe      | CZ9 (9 Wo.)CZ | Erstveröffentlichung: 21. Oktober 2011 |
| 2013 | Singles Collection | CZ25 (8 Wo.)CZ | Erstveröffentlichung: 2013             |
| 2018 | S tebou            | CZ14 (6 Wo.)CZ | Erstveröffentlichung: 25. Mai 2018     |

Weitere Alben
- 2006: Have Some Fun

### Singles
| Jahr | Titel Album                                   | Höchstplatzierung, Gesamtwochen, AuszeichnungChartsChartplatzierungen (Jahr, Titel, Album, Platzierungen, Wochen, Auszeichnungen, Anmerkungen) | Anmerkungen                              |
| Jahr | Titel Album                                   | CZ | Anmerkungen                              |
| ---- | --------------------------------------------- | --- | ---------------------------------------- |
| 2006 | Orchidej                                      | CZ29 (10 Wo.)CZ |                                          |
| 2007 | Careless Whisper Have Some Fun                | CZ29 (14 Wo.)CZ |                                          |
| 2007 | Have Some Fun                                 | CZ5 (20 Wo.)CZ |                                          |
| 2008 | If You Wanna See a Broken Heart Have Some Fun | CZ77 (12 Wo.)CZ |                                          |
| 2008 | Anděl Retro                                   | CZ3 (27 Wo.)CZ |                                          |
| 2009 | Holka jako já Retro (Reedice)                 | CZ22 (17 Wo.)CZ |                                          |
| 2010 | Schody z nebe                                 | CZ48 (9 Wo.)CZ |                                          |
| 2011 | Já chci jen to, co chci Schody z nebe         | CZ76 (4 Wo.)CZ |                                          |
| 2011 | Přísahám Schody z nebe                        | CZ42 (16 Wo.)CZ |                                          |
| 2012 | Tepe srdce mý –                               | CZ87 (3 Wo.)CZ |                                          |
| 2020 | Jméno Schody z nebe                           | CZ30 (9 Wo.)CZ | Erstveröffentlichung: 11. September 2020 |